# Radiodiffusion-Télévision Française
La Radiodiffusion-Télévision Française (spesso abbreviata con la sigla RTF), è stato un ente nazionale di radiotelevisione pubblica francese.

## Storia
Benché la primissima trasmissione televisiva ufficiale francese fosse già stata lanciata nel 1935, il primo servizio pubblico nacque nel 1949, quando la Radiodiffusion Nationale (RN) divenne la Radiodiffusion-Télévision Française, un ente pubblico a carattere commerciale e industriale gestito dal ministro dell'informazione. Durante gli anni cinquanta, la sede della RTF divenne uno dei maggiori studi di registrazione di musica concreta. Nel 1964, la RTF venne rimpiazzata dall'Office de Radiodiffusion Télévision Française (ORTF).